# Monochamus millegranus
Monochamus millegranus là một loài bọ cánh cứng trong họ Cerambycidae.